# 阿曼達·法馬
阿曼達·法馬（英語：Amanda Fama，1989年8月13日—）是一名出生於美國加利福尼亞州的壘球選手，司職游擊手，目前效力於A1聯賽博拉泰。她曾隨隊參加2019年、2021年歐洲女子壘球錦標賽，結果獲得金牌。她的表姐勞倫·拉平也是壘球運動員。

## 外部連結
- 阿曼達·法馬的X（前Twitter）
- 阿曼達·法馬的Instagram帳戶